# Коруа
Коруа́ (фр. Cauroy) — коммуна во Франции, находится в регионе Шампань — Арденны. Департамент коммуны — Арденны. Входит в состав кантона Машо. Округ коммуны — Вузье.
Код INSEE коммуны — 08092.
Коммуна расположена приблизительно в 165 км к востоку от Парижа, в 45 км севернее Шалон-ан-Шампани, в 55 км к югу от Шарлевиль-Мезьера.

## Население
Население коммуны на 2008 год составляло 191 человек.
| 1962 | 1968 | 1975 | 1982 | 1990 | 1999 | 2008 |
| ---- | ---- | ---- | ---- | ---- | ---- | ---- |
| 173  | 180  | 178  | 180  | 244  | 194  | 191  |

## Администрация
| Период | Период | Фамилия       | Партия | Должность |
| ------ | ------ | ------------- | ------ | --------- |
| 1995   | 2001   | Франсис Буш   |        |           |
| 2001   |        | Доминик Данно |        |           |

## Экономика

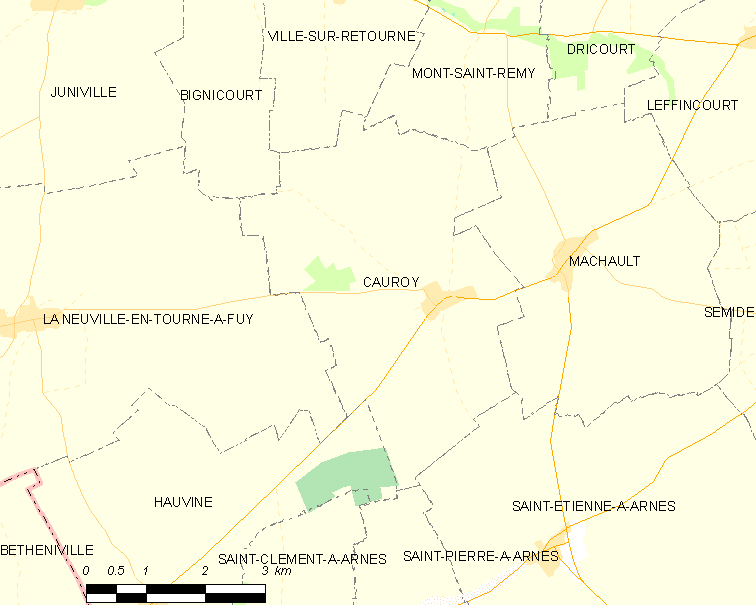
Карта коммуны

В 2007 году среди 122 человек в трудоспособном возрасте (15—64 лет) 90 были экономически активными, 32 — неактивными (показатель активности — 73,8 %, в 1999 году было 63,1 %). Из 90 активных работали 82 человека (41 мужчина и 41 женщина), безработных было 8 (5 мужчин и 3 женщины). Среди 32 неактивных 12 человек были учениками или студентами, 12 — пенсионерами, 8 были неактивными по другим причинам.